# Яков I (король Кипра)
Яков (Жак) I Кипрский или Жак I де Лузиньян (фр. Jacques I; 1334 — 9 сентября 1398, Никосия) — король Иерусалима и Кипра с 1382 года, король Киликийской Армении с 1393 года по 1398 год. Один из представителей, происходящей из Пуату (Франция) династии де Лузиньянов, правящей после Крестовых походов на Кипре и в других христианских государствах Ближнего Востока. Четвёртый сын короля Гуго IV и Алисы д’Ибелин, один из младших братьев короля Петра (Пьера) I, унаследовал трон у своего племянника короля Петра (Пьера) II, который не оставил наследника.
Жак был женат на своей кузине Эльвис или Элизе Брауншвейг-Грубенгагенской из дома Вельфов, (1353 — 15/25 января 1421) в 1365 году, когда невесте было 12 лет. Её старший брат Иоганн Брауншвейг-Грубенгагенский (скончался 11 июня 1414 года не имея жены и потомства) был адмиралом Кипра, а её отец Филипп Брауншвейг-Грубенгагенский был коннетаблем Иерусалимского королевства. Её отец женился первый раз около 1352 года на Элизе Дампьер, дочери Эда де Дампьер, которая была её матерью, и второй раз в 1368 году на Аликс де Ибелин, её мачехе. После смерти тестя Жак стал коннетаблем Иерусалимского королевства и в этой должности, руководил борьбой против генуэзцев в 1373 году.
После убийства короля Петра I (второго сына Гуго IV) его приближенными, Жак и его старший брат Жан де Лузиньян (третий и четвёртый сыновья Гуго IV) стали регентами при несовершеннолетнем сыне короля Петре II. В этот момент завязалась война Кипра с Генуей. О причине войны есть разные версии, одни называют причиной убийство членов генуэзской делегации на церемонии коронации Петра II, другие видят в этом интригу вдовы Петра I, Элеоноры Арагонской, которая либо подозревала своих деверей в причастности к убийству, и призвала Геную к интервенции.
Во время вторжения другие два сына Гуго, Жак и Жан, руководили борьбой с генуэзцами. Жак успешно оборонялся в Киренее, отражая атаки генуэзцев, и это сопротивление принесло ему в итоге победу. Однако, его племянник Петр II заключил договор с генуэзцами, которые удерживали Фамагусту, и по этому договору Жак должен был покинуть Кипр. Жак прекратил военные действия и покинул в 1374 году остров на корабле из Кирении со своей женой, отправившись в Европу. Но сначала он посетил Родос, где не только не получил никакой помощи, но был арестован генуэзцами и отправлен в качестве заложника в Геную вместе со своей женой.
Будучи в заложниках, он подтвердил свой брак с Эльвис, который первоначально был заключен когда ей было только 12 лет. Большинство или все его дети от этого брака родились в Генуе, где он был заложником. По этой причине он не мог короноваться вплоть до 1385 года. В Генуе он находился вместе с женой в тяжелых условиях почти 9 лет.
Когда Петр II умер в 1382 году, не оставив наследников, а его старший брат Жан также погиб в 1375 году, парламент Кипра выбрал королём Жака, когда тот находился в Генуе. Генуэзцы отпустили его, для вступления на престол, предварительно проведя с ним переговоры и подписав 2 февраля 1383 года мирный договор. По этому договору Генуя получала новые привилегии для коммерческой деятельности. Фамагуста оставалась под генуэзским управлением.
До его возвращения Кипром управляли 12 нобилей. После его возвращения в 1383 году, он не был принят и, в соответствии с сообщением историка Леонтия Махеры, вернулся в Геную. Эти нобили во главе с братьями Пероттом и Вильмондом Монтолив препятствовали возвращению Жака, считая ситуацию благоприятной для захвата власти в королевстве. Они продолжали сопротивление до 1385 года. В апреле 1385 года Жак вернулся на Кипр и высадился в Никосии, где был принят с большим энтузиазмом. Он короновался в мае 1385 года в Соборе Св. Софии в Никосии. После коронации он арестовал и наказал своих противников.
Он был коронован как король Иерусалима в 1389 году, а в 1393 году, после смерти короля Армении Левона VI, присоединил титул короля Армении. Это королевство теперь сократилось до города Корикоса, который был во власти киприотов при Петре I.

## Семья
Король Яков имел двенадцать детей, многие из которых родились во время его пленения в Генуе:
- не известная по имени дочь, умершая во время его пленения на Родосе в 1374 году
- Янус де Лузиньян (1375—1432), король Кипра
- Филипп де Лузиньян (ум. около 1430 или 1428/1432), коннетабль Кипра, не женат, но имел внебрачного сына Ланцелота де Лузиньян (ум. после 1450), кардинала и католического патриарха Иерусалима
- Анри де Лузиньян (убит 7 июля 1426), титулярный князь Галилеи, военный вождь Египта, женат в 1406 на Элеоноре де Лузиньян (ум. 1414)
- Од де Лузиньян (ум. 1421 в Палермо), номинальный сенешаль Иерусалима, на службе у короля Арагона
- Гуго де Лузиньян (ум. в августе 1442 в Женеве), регент Кипра кардинал и архиепископ Никосии
- Ги де Лузиньян, коннетабль Кипра
- Жак де Лузиньян (ум. 1396/1398)
- Эшива де Лузиньян (ум. после 1406)
- Мария де Лузиньян (1381 в Генуе — 4 сентября 1404 в Неаполе), вышла замуж за неаполитанского короля Владислава, детей не было
- Агнесса де Лузиньян (ок. 1382 — 1 марта 1459)
- Изабелла Лузиньян
- Филипп де Лузиньян, коннетабль Кипра, умер в 1428/32